# Pamela Wallin
Pamela Wallin, née le 10 avril 1953 à Wadena, est une journaliste, une animatrice de télévision et femme politique canadienne. Elle est connue pour son émission de télévision Pamela Wallin Live.

## Biographie

### Carrière médiatique
Elle obtient un diplôme en psychologie à l'Université de Regina. L'année suivante, elle commence sa carrière en journalisme et se joint à la radio de Radio-Canada.
En 1979, elle entre au Toronto Star comme correspondante à Ottawa. Elle travaille pour CTV à partir de 1981 et devient coanimatrice de Canada AM avec Norm Perry.
En 1992, elle commence à donner l'actualité avec Peter Mansbridge sur Prime Time News. Elle doit changer d'émission en 1994, passant à The National Magazine. 
Remplacée par Hana Gartner en 1995, elle crée sa propre compagnie de production pour donner Pamela Wallin Live. En 2000, elle anime la version canadienne anglophone de Qui veut gagner des millions?. 
À la suite des événements du 11 septembre 2001, elle mène le rallye canadien en soutien moral aux New Yorkais et parle de sa lutte publique contre le cancer du côlon. 

### Carrière politique
Sa carrière à la télévision prend fin en 2002 lorsque Jean Chrétien la nomme consule générale à New York.
Elle est nommée au Sénat par Stephen Harper le 8 décembre 2008, en même temps que 17 autres personnes. 
Membre du caucus conservateur du Sénat, elle s'en retire le 17 mai 2013 jusqu'à ce que l'audit sur ses réclamations de dépenses soit terminé.

## Honneurs
- Doctorat honorifique à l'Université Athabasca
- Ordre du Mérite de la Saskatchewan
- Rue Pamela-Wallin à Wadena